# Guvernementet Jenisejsk
Guvernementet Jenisejsk var ett guvernement i Sibirien i Kejsardömet Ryssland och senare RSFSR. Guvernementet existerade åren 1822–1925. Det var beläget längs med och öster om floden Jenisejs flodområde och motsvaras i dagens Ryssland närmast av Krasnojarsk kraj.

## Geografi
Jenisejguvernementet sträckte sig på ömse sidor om floden Jenisej från Kinas gräns till Norra ishavet och omgavs i väster av guvernementen Tomsk och Tobolsk, i öster av Irkutsk och Jakutsk. Arealen utgjorde 2 542 259 km² eller mer än fjärdedelen av Europa. Det ofantliga området var ännu vid 1900-talets början ännu endast ofullkomligt känt.
Utmed södra gränsen sträckte sig de skogiga Sajanbergen, vilka på enstaka ställen nådde upp till över 2 000 meters höjd. I norra delen märktes Syvermabergen och ännu nordligare den skoglösa Byrrangakedjan, som genomstryker Tajmyrhalvön och slutade i det asiatiska fastlandets nordligaste udde, Kap Tjeljuskin (77° 36’). Vattendragen tillhörde huvudsakligen den väldiga Jenisejs system. Pjasina, Katanga och Anabara hade sina källor på det arktiska området.
Klimatet var fullt kontinentalt och vintern utomordentligt sträng. I staden Jenisejsk, som ligger sydligare än Stockholm, gick temperaturen i januari ned till –56 °C.

## Näringar
På grund av klimatet fanns odlade trakter av någon större utsträckning endast i söder, där jordbruket gav ganska god avkastning. Jordbruket inskränktes längre norr ut till floddalarna. I stället utbredde sig omväxlande stora skogar, hedar och träsk. Vid 69° nordlig breddgrad slutar skogen, och därefter vidtager ett öde stäppland. Norr om 76° nordlig breddgrad utbredde sig tundran. För boskapsskötsel var villkoren inte ogynnsamma. Längst i norr ersattes nötkreaturen av renen. Floder och sjöar var rika på fisk. En mängd guldvaskerier inrättades, vilka 1839–1905 lämnade för 350 miljoner rubel guld. Dessutom fanns i söder järn samt i många trakter stenkol, koppar och silver. Den därvid använda arbetsstyrkan bestod till mer än tredjedelen av förvisade.

## Befolkning och övrig historik
År 1897 hade guvernementet en befolkningen på  570 161 personer (0,4 invånare på 1 km²). De egentliga ryssarna bodde i den södra delen av landet och ett stycke nedåt Jenisej. I mellersta delen levde ostjakerna, i höga norden samojeder och jakuter, jägarfolk, som var utan fasta boningsplatser. Jenisejsk delades in i kretsarna Atjinsk, Jenisejsk, Krasnojarsk, Minusinsk, Turuchansk och Usinskaområdet. Huvudstad är Krasnojarsk.
Guvernementet var en viktig förvisningsort under tsartiden. Kända bolsjeviker som Josef Stalin, Lev Kamenev och Jakov Sverdlov, samt mensjeviken Julij Martov, var förvisade till det nordliga och svårtillgängliga Turuchansk-kretsen vid tiden före första världskriget.
1908 inträffade Tunguska-händelsen, ett påstått meteoritnedslag kring floden Steniga Tunguska.